# Las Salèlas (Ardecha)
Les Salelles és un municipi francès situat al departament de l'Ardecha i a la regió d'Alvèrnia-Roine-Alps. L'any 2007 tenia 297 habitants.

## Demografia

### Població
El 2007 la població de fet de Les Salelles era de 297 persones. Hi havia 140 famílies de les quals 41 eren unipersonals (29 homes vivint sols i 12 dones vivint soles), 58 parelles sense fills, 29 parelles amb fills i 12 famílies monoparentals amb fills.
La població ha evolucionat segons el següent gràfic:
Habitants censats

### Habitatges
El 2007 hi havia 217 habitatges, 141 eren l'habitatge principal de la família, 71 eren segones residències i 5 estaven desocupats. 203 eren cases i 9 eren apartaments. Dels 141 habitatges principals, 118 estaven ocupats pels seus propietaris, 18 estaven llogats i ocupats pels llogaters i 5 estaven cedits a títol gratuït; 3 tenien una cambra, 10 en tenien dues, 32 en tenien tres, 35 en tenien quatre i 60 en tenien cinc o més. 117 habitatges disposaven pel capbaix d'una plaça de pàrquing. A 73 habitatges hi havia un automòbil i a 58 n'hi havia dos o més.

### Piràmide de població
La piràmide de població per edats i sexe el 2009 era:
| Homes | Edats   | Dones |
| ----- | ------- | ----- |
| 0     | 95 o +  | 0     |
| 0     | 90 a 94 | 0     |
| 0     | 85 a 89 | 0     |
| 0     | 80 a 84 | 0     |
| 12    | 75 a 79 | 0     |
| 8     | 70 a 74 | 12    |
| 12    | 65 a 69 | 12    |
| 12    | 60 a 64 | 8     |
| 0     | 55 a 59 | 4     |
| 16    | 50 a 54 | 4     |
| 12    | 45 a 49 | 8     |
| 12    | 40 a 44 | 8     |
| 8     | 35 a 39 | 4     |
| 4     | 30 a 34 | 4     |
| 4     | 25 a 29 | 8     |
| 0     | 20 a 24 | 4     |
| 0     | 15 a 19 | 4     |
| 4     | 10 a 14 | 12    |
| 0     | 5 a 9   | 4     |
| 4     | 0 a 4   | 8     |

## Economia
El 2007 la població en edat de treballar era de 167 persones, 102 eren actives i 65 eren inactives. De les 102 persones actives 88 estaven ocupades (43 homes i 45 dones) i 12 estaven aturades (7 homes i 5 dones). De les 65 persones inactives 23 estaven jubilades, 14 estaven estudiant i 28 estaven classificades com a «altres inactius».

### Ingressos
El 2009 a Les Salelles hi havia 128 unitats fiscals que integraven 273 persones, la mediana anual d'ingressos fiscals per persona era de 16.247 €.

### Activitats econòmiques
Dels 25 establiments que hi havia el 2007, 5 eren d'empreses extractives, 1 d'una empresa de fabricació d'altres productes industrials, 10 d'empreses de construcció, 1 d'una empresa de comerç i reparació d'automòbils, 1 d'una empresa de transport, 2 d'empreses de serveis, 4 d'entitats de l'administració pública i 1 d'una empresa classificada com a «altres activitats de serveis».
Dels 9 establiments de servei als particulars que hi havia el 2009, 3 eren paletes, 2 guixaires pintors, 1 fusteria, 1 lampisteria, 1 electricista i 1 empresa de construcció.
L'any 2000 a Les Salelles hi havia 22 explotacions agrícoles que ocupaven un total de 40 hectàrees.

## Poblacions més properes
El següent diagrama mostra les poblacions més properes.